# Artico Di Prampero
Artico di Prampero (Milano, 1º marzo 1907 – Monte Beshishtit, 10 marzo 1941) è stato un militare italiano.
Pluridecorato Tenente di complemento del Corpo degli Alpini, fu comandante della 212ª Compagnia del Battaglione “Val Tagliamento” durante la Campagna di Grecia. Cadde in combattimento sul Monte Beshishtit nel marzo 1941, e fu decorato con Medaglia d'oro al valor militare alla memoria.

## Biografia
Nato a Milano nel 1907, figlio di Giacomo e di Bianca Dal Torso, in seno ad una nobile famiglia di origine friulana, conseguì la laurea in scienze economiche e sociali presso l'Università “Cà Foscari” di Venezia. 
Nel gennaio 1930 venne ammesso a frequentare la Scuola allievi ufficiali di complemento di Milano, ottenendo la nomina a sottotenente dell'8º Reggimento alpini nel luglio successivo. Nel febbraio del 1931 fu congedato, ma venne promosso al grado di tenente nel 1935.

Grande amante della natura e della montagna fu ottimo sciatore. Giunse a buoni risultati alle gare internazionali di discesa del Canin del 1931 e del 1936 e sullo stesso percorso vinse la prima edizione del Trofeo C. Gilberti. Tra il 1934 e il 1937 trascorse molto tempo nella zona di Madesimo perfezionando la sua tecnica sciistica tanto che nel 1936 superò gli esami per Maestro di sci della F.I.S.I.

Nel gennaio 1937, messo a disposizione della Milizia Volontaria Sicurezza Nazionale col grado di capomanipolo, partì volontario per la Spagna. Fu comandante dapprima della 851ª bandera "Vampa", e poi della compagnia arditi dell'XI gruppo Camicie Nere "Liuzzi". Rientrato in Patria decorato con una medaglia d'argento e due di Bronzo al valor militare nel novembre 1938, nel marzo dell'anno successivo rientrò in servizio presso l'8º Reggimento alpini col quale prese parte nell'aprile seguente alle operazioni di sbarco e di occupazione dell'Albania. Dopo un anno trascorso in Italia per una licenza straordinaria, ritornò in Albania alla vigilia dell'entrata in guerra del Regno d'Italia, avvenuta il 10 giugno 1940, assumendo il comando della 212ª Compagnia del Battaglione alpini “Val Tagliamento”.  Tra l'8 e il 10 marzo del 1941 fu impegnato nel respingere un violento attacco delle truppe greche operanti nel suo settore e venne ferito al viso. Rifiutando il ricovero in ospedale, ritornò in prima linea, cadendo nel corso di un successivo attacco. 
Fu decorato con la Medaglia d'oro al valor militare alla memoria.
La città di Udine ne ha onorato la memoria intitolandogli una via e il suo nome è stato dato ad una caserma situata nella stessa città. Anche una delle piste di sci situata sul Monte Lussari porta il suo nome.

### Periodici
- Alberico Lo Faso di Serradifalco, La nobiltà italiana nella seconda guerra mondiale, in VIVANT, n. 6, Torino, Associazione per la Valorizzazione delle Tradizioni Storico Nobiliari, febbraio 2000,  p. 2.
- Raimondo Collino Pensa, Il patrizio che fu maestro di sci, in Lo Scarpone, n. 3, Milano, Club Alpino Italiano - sez. Milano, febbraio 1942,  p. 3.